# Ojor
Ojor (ros. Оёр) – wieś w Rosji, w Buriacji, w rejonie dżydińskim. W 2021 liczyła 670 mieszkańców.